# José Relvas
José Maria Mascarenhas Relvas (Golegã, 5 marzo 1858 – Alpiarça, 31 ottobre 1929) è stato un politico portoghese, Primo Ministro del Portogallo dal 27 gennaio al 30 marzo del 1919.

## Carriera politica
Nonostante fosse di nobili origini, Relvas è considerato un repubblicano storico. Fu Relvas infatti a proclamare la repubblica dal balcone della Camera municipale di Lisbona, il 5 ottobre 1910. Fu il secondo Ministro delle Finanze durante il governo provvisorio di Teófilo Braga, dal 12 ottobre 1910 al 3 settembre 1911.
Dopo questo mandato, fu ministro (ambasciatore) del Portogallo a Madrid dal 1911 al 1914. Successivamente, fu per un breve periodo Primo Ministro dal 27 gennaio al 30 marzo del 1919. Durante il governo da lui presieduto ricoprì anche il ruolo di Ministro degli Interni. La sua casa a Alpiarça è oggi divenuta un museo, la Casa dos Patudos, dove è esposta la sua collezione d'arte.